# Рогодзьоб синьокрилий
Рогодзьоб синьокрилий (Serilophus lunatus) — вид горобцеподібних птахів родини рогодзьобових (Eurylaimidae).

## Поширення
Вид поширений в Південно-Східній Азії. Трапляється від Ассаму і Бангладеш та півдня Китаю (включаючи острів Хайнань) і на південь до Суматри. Мешкає у тропічних дощових лісах.

## Опис
Птах завдовжки 16—17 см, вагою 25 г. Тіло кремезне, голова округла та велика з великими очима, з конічним та широким дзьобом. Спина та хвіст червонувато-коричневі. Кінець хвоста темно синій. Шия та плечі синювато-сірі. Крила темно-сині з сіро-блакитною смугою посередині. Голова світло-сіра з широкою чорною смугою, яка починається з боків дзьоба і проходить через очі та звужується до боків шиї. Горло, груди, черево і стегна світло-сірі. Навколо очей є ділянка голої шкіри помаранчевого кольору.

## Спосіб життя
Живе у вологих тропічних та субтропічних лісах, включаючи соснові ліси, дубові гаї та бамбукові ліси до висоти 2000 м над рівнем моря. Спостерігається також в садах та парках. Трапляється поодинці або парами, рухаючись серед рослинності в пошуках поживи. Живиться комахами та іншими безхребетними, рідше ягодами та фруктами. Сезон розмноження, як правило, припадає на період з березня по серпень: обидві статі співпрацюють у будівництві гнізда. Гніздо грушоподібної форми, і висить на кінчику гілки, як правило, на висоті понад два метри над землею. У гнізді 2—5 білих яєць з нечисленними червонуватими цятками. Насиджують обидва партнери. Інкубація триває 15—18 днів. Пташенятами опікуються обома батьками близько трьох тижнів, поки вони не будуть готові до польоту.